# Plakinastrella trunculifera
Plakinastrella trunculifera är en svampdjursart som beskrevs av Topsent 1927. Plakinastrella trunculifera ingår i släktet Plakinastrella och familjen Plakinidae. Inga underarter finns listade i Catalogue of Life.